# Диканя
Диканята е земеделски уред за вършитба. Представлява тежко шейновидно приспособление, направено от дъски, за очукване на зърната на зърнените култури след жътва.  Наименованието ѝ произлиза от турската дума diken – шип. Тя е традиционен уред за вършитба до първото десетилетие на ХХ век, когато в земеделското производство на храни навлиза машината, наричана вършачка.

## Устройство
Диканята е прост уред, който се тегли от животни по хармана – специално подготвеното място за вършеене на ечемика или пшеницата. Дървената част от диканята е здрава конструкция, платформа от надлъжни дебели дъски и напречно поставени скрепващи греди. Предната част е извита нагоре и се заобля като шейна, за да се плъзга върху ожънатите класове. Отдолу в дървото здраво се забиват в редове остри парчета от кремък или метални шипове, които трябва да раздробят класовете и да нарежат сламата. Този примитивен режещ апарат обикновено е поставян от майстори дювенджии (майстори на дикани от Кърджалийско). В средата на предната напречна греда е направен прорез за поставяне на теглича на животните.

## Употреба
По време на вършитбата в хармана диканята се тегли от животни (коне, волове, биволи), управлявани от седнал на нея човек. С теглото си той подобрява действието ѝ. След няколко обиколки по постлания с разпръснати снопи харман нарязаната от кремъците слама се прехвърля с вили („претърсва се“), за да падне от нея зърното, и отново се правят обиколки с диканята. Тази процедура се повтаря 6 – 7 пъти. Накрая, след последното „претърсване“, сламата се събира (обикновено се съхранява за храна на животните). Около хармана винаги се премита, за да не се разпилява зърно. Останалото върху хармана зърно, примесено с остатъци от сламата, се превява ръчно или с машина (веялка или цилиндра, която сортира зърното и по големина), преди да се съхрани.
- Остри кремъчни късове за очукване на класовете и нарязване на сламата
- Диканя, изложена в етнографската сбирка в с. Българи (Област Бургас)
- Харман в Гърция
- Вършитба с коне на харман в България